# Vicenç II
Vicenç Gonzaga o Vicenç II (Màntua, 7 de gener del 1594 – Màntua, 25 de desembre del 1627) fou duc de Màntua i marquès deMontferrat del 1626 fins a la seva mort. Va assumir el títol a la mort sense successors del seu germà Ferran. Amb ell es va extingir la branca principal dels Gonzaga.

## Família
Vicenç era el tercer fill del duc Vicenç Gonzaga i de la seva esposa Elionor de Mèdici. Vicenç no va tenir fills amb la seva esposa però si quatre d'il·legítims:
- Federico Gonzaga (1619-7 juny 1630), fill de Paola Scarpelli, legitimat, va ser abat de Lucedio.
- Tiberio Silvio Gonzaga (1620-3 juliol 1630), cavaller de l'Orde de Malta i batlle d'Armènia.
- Luigi Gonzaga, fill de Luigia dita "l'espanyola", mort infant.
- Giovanni Gonzaga (?-1645), cavaller de l'Orde de Malta i abat de Lucedio.

## Regnat
A la mort del seu germà Ferran I, fou investit amb el títol de duc el 8 de febrer del 1627. Ja durant el govern de Ferran es temia que es podia extingir la branca principal dels Gonzaga i es van efectuar tràmits amb la branca francesa dels Gonzaga-Nevers, per assegurar la continuació de la dinastia.
Per ser el fill tercer del duc, no s'esperava que Vicenç hagués de governar i va iniciar la carrera eclesiàstica. El 2 de desembre del 1615, fou nomenat cardenal diaca pel papa Pau V, però sense assignar-li cap seu eclesiàstica en concret. Això li va anar bé per accelerar el permís per a casar-se, que li va semblar un deure necessari quan el seu germà Ferran va assumir el títol. El 5 de setembre del 1616, el sacre col·legi va declarar nuls (nullo ex sacris ordinibus constitutum) els seus volts, amb vots unànimes del papa i dels cardenals.
Vicenç es va casar el mateix any amb Isabel Gonzaga de Novellara, filla d'Alfons Gonzaga, marquès de Novellara. El seu germà va intentar anul·lar aquesta unió per la diferència d'edat entre tots dos, la núvia tenia 40 anys mentre que el nuvi 22 i Ferran temia que a aquesta edat no pogués donar-li fills. Després d'algunes vacil·lacions inicials, Vicenç es va unir a les maquinacions del seu germà i es van dur a terme una falsa acusació de bruixeria contra la seva dona. Ella, però, actuant de forma intel·ligent, en lloc de respondre als càrrecs dels que se l'acusava a Màntua (on temia ser assassinada), es va lliurar al papa. El subsegüent procés va restablir la veritat i Isabel va ser absolta de tots els càrrecs.
Quan, el 29 d'octubre del 1626, va morir Ferran, la situació de la família era tràgica: Vicenç va assumir el poder conscient de ser el darrer duc de la seva estirp i el seu matrimoni encara no s'havia anul·lat, fet que impedia tornar-se a casar i tenir un successor, mentre contra ell podia caure una possible condemna per part de la Sacra Rota. A més la seva salut era dolenta, enacra que només tenia 33 anys. Tot plegat el va dur a prendre la decisió de signar amb els Gonzaga-Nevers el traspàs de la successió. Les principals potències europees van revisar acuradament aquesta elecció, pressionant cada un pel seu favorit: Espanya i l'Imperi van proposar la branca dels Gonzaga de Guastalla, Ferran II Gonzaga, mentre que França donava suport als Nevers.
Finalment es va decidir pel candidat Carles I Gonzaga-Nevers, que era cosí del seu pare i, amb la família del qual, tot i ser contrària a l'emperador, en va transferir els drets successoris. El dia de Nadal del 1627, ja a punt de morir, Vicenç va donar el seu consentiment al matrimoni entre Carles de Rethel (fill de Carles I Gonzaga-Nevers) amb la seva neboda Maria Gonzaga de Màntua, filla del difunt duc Francesc IV Gonzaga. Les noces es van celebrar i Vicenç II va morir: la negativa de l'emperador Ferran II per aprovar la successió en la persona de Carles Gonzaga-Nevers faria esclatar la guerra.
Del breu període que fou duc, només cal destacar el fet que es va efectuar la venda de part de la col·lecció d'art de la família, per un preu inferior al corresponent, al rei Carles I d'Anglaterra i d'Escòcia. Les obres de la col·lecció Gonzaga constituïren la part més important de la col·lecció d'art de Carles I.